# Reiterlibelle
Die Reiterlibelle oder Reitlibelle (engl. striding/reversible level) ist ein Instrument zur genauen Horizontierung von geodätischen Theodoliten und astronomischen Universalinstrumenten.

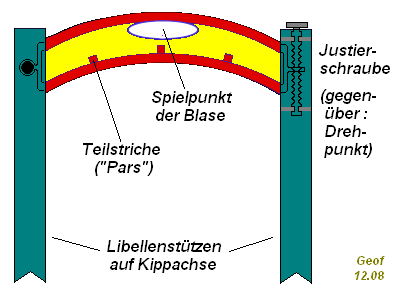
Schema einer Reiterlibelle, incl. einer Justiereinrichtung. Die Einkerbungen der zwei Stützen sind quer zur Zeichenebene zu denken.

Sie ist eine Röhrenlibelle, die aber nicht fest in die Alhidade eingebaut ist, sondern mit zwei präzise geschliffenen Metallstützen direkt auf die Kippachse aufgesetzt wird. Die Länge der Glasskala ist etwa 5–8 cm, die Größe der Luftblase 1–2 cm. Ihre Vorteile gegenüber Alhidadenlibellen sind:
- eine höhere Genauigkeit: Parswerte von 2 bis 5" statt etwa 20"
- bessere Ablesbarkeit in beiden Kreislagen
- keine Beeinflussung durch etwaige Biegungen oder Temperatureffekte am Theodolit.

Nachteilig ist der zusätzliche Preis, und dass die Reiterlibelle durch Unachtsamkeit herunterfallen kann. Manche Hersteller beugen dem durch Einkerbungen am unteren Ende der Stützen vor. Diese müssen eine gewisse Höhe haben, damit sich das Fernrohr darunter durchschlagen lässt.
Reiterlibellen können meist – zur unmittelbaren Bestimmung der Kippachsneigung – um 180° umgesetzt werden. Man muss jedoch darauf achten, dass sich auf den zwei freiliegenden Stellen der Kippachse keine Staubteilchen befinden.
Bei großen Universalinstrumenten (z. B. dem Wild T4) und bei Passageninstrumenten werden statt Reiter- auch Hängelibellen verwendet. Beim T4 und beim Askania-Transit haben sie eine Länge von etwa 20 cm und Parswerte sogar unter 1". Sie werden deshalb auch Sekundenlibellen genannt.
Für vollelektronische Theodoliten werden meist keine Reitlibellen mehr angeboten, da sie mit Neigungssensoren ausgestattet sind. Allerdings muss in beiden Kreislagen gemessen werden, um deren Potential auszuschöpfen.